# SpaceFM
SpaceFM - лёгковесный, настраиваемый, десктоп-независимый, мультипанельный менеджер файлов с поддержкой вкладок и окружением рабочего стола.

## История
SpaceFM первоначально был форком устаревшего PCMan File Manager, а затем PCManFM-Mod. Внутренняя виртуальная файловая система (VFS) была сохранена и расширена
.
Из-за обширных изменений во многих частях проекта, SpaceFM был выпущен с новым именем в качестве альфа-версии в январе 2012 года.
В версии 0.7.5, апрель 2012 года SpaceFM заменила udisks на прямую поддержку udev для обнаружения и сбора информации об устройствах. Он также поддерживал несколько решений монтирования, включая udevil (программа монтирования, разработанная специально для SpaceFM), pmount, udisks v1/v2 или другие программы. Это обновление также позволило поддерживать сетевые файловые системы.
В октябре 2012 года была представлена версия GTK3 SpaceFM, которая поддерживает GTK2 или GTK3.
Последующие улучшения включают расширение возможностей диспетчера рабочего стола SpaceFM.

## Особенности
- Встроенный менеджер устройств VFS, udev или HAL
- Настраиваемая система меню
- Интеграция Bash
- Легковесный менеджер рабочего стола

## Использование
Пользовательская документация (англ.).

### Поиск файлов
В SpaceFM есть встроенный поиск файлов похожий на Catfish:
```
$ spacefm -f
```

### Управление рабочим столом
SpaceFM включает в себя легковесный менеджер рабочего стола. . 
Он заменяет меню рабочего стола, добавляет значки на рабочем столе, и устанавливает обои.
SpaceFM может быть автоматически запущен как демон или как автономный менеджер рабочего стола не зависящий от оконного менеджера. Если оконный менеджер не предоставляет автостарт, отредактируйте xinitrc или xprofile.

### Монтирование удалённых хостов
SpaceFM поддерживает монтирование удалённых хостов udevil.
Обзор поддерживаемых удаленных хостов доступен в udevil help. Например, чтобы монтировать удалённый FTP сервер:
```
ftp://user:pass@sys.domain/share
```